# 分解型八元数
数学における分解型八元数（ぶんかいがたはちげんすう、英: split-octonion）の全体は、実八次元の分配多元環を成す。通常の八元数とは異なり、非可逆な非零元を含む。またその計量二次形式（（二次の）ノルム）の符号数も異なり、通常の八元数のが正定値符号数 (8, 0) を持つのに対して、分解型八元数のは分解型符号数 (4, 4) を持つ。
八元数全体と分解型八元数全体の二者が、同型を除いて可能な実数体 ℝ 上の一般八元数環の全てを尽くす。任意の体 F 上でも対応する分解型の八元数環を考えることができる。

## 定義

### ケーリー＝ディクソン構成
八元数全体および分解型八元数全体は、四元数の対の間に乗法を定義することにより、ケーリー＝ディクソン構成から得られる。新しい虚数単位 ℓ を導入して、四元数の対 (a, b) を a + ℓb の形に書けば、その積は
{\displaystyle (a+\ell b)(c+\ell d)=(ac+\lambda {\bar {d}}b)+\ell (da+b{\bar {c}})\quad (\lambda :=\ell ^{2})}
なる規則から定められる。ここで λ = −1 と選べば通常の八元数である。その代わりに、λ = +1 として分解型八元数が得られる。
あるいは、分解型四元数をケイリー–ディクソン構成で二重化しても分解型八元数を得ることができる（この場合、λ は ±1 の何れの値を選んでも分解型になる）。

### 乗積表
分解型八元数の基底を集合 {1, i, j, k, ℓ, ℓi ℓj, ℓk} とする。任意の分解型八元数 x はこれら基底元の実係数 xa を持つ線型結合として
{\displaystyle x=x_{0}+x_{1}i+x_{2}j+x_{3}k+x_{4}\ell +x_{5}\ell i+x_{6}\ell j+x_{7}\ell k}
と書かれる。
線型性により、分解型八元数の乗法は、基底元の間に成り立つ以下の乗積表によって完全に決定される：
|        |                        | 右因子                 |                         |                         |                         |                         |                         |                         |                         |
|        |                        | {\displaystyle 1}      | {\displaystyle i}       | {\displaystyle j}       | {\displaystyle k}       | {\displaystyle \ell }   | {\displaystyle \ell i}  | {\displaystyle \ell j}  | {\displaystyle \ell k}  |
| 左因子 | {\displaystyle 1}      | {\displaystyle 1}      | {\displaystyle i}       | {\displaystyle j}       | {\displaystyle k}       | {\displaystyle \ell }   | {\displaystyle \ell i}  | {\displaystyle \ell j}  | {\displaystyle \ell k}  |
| 左因子 | {\displaystyle i}      | {\displaystyle i}      | {\displaystyle -1}      | {\displaystyle k}       | {\displaystyle -j}      | {\displaystyle -\ell i} | {\displaystyle \ell }   | {\displaystyle -\ell k} | {\displaystyle \ell j}  |
| 左因子 | {\displaystyle j}      | {\displaystyle j}      | {\displaystyle -k}      | {\displaystyle -1}      | {\displaystyle i}       | {\displaystyle -\ell j} | {\displaystyle \ell k}  | {\displaystyle \ell }   | {\displaystyle -\ell i} |
| 左因子 | {\displaystyle k}      | {\displaystyle k}      | {\displaystyle j}       | {\displaystyle -i}      | {\displaystyle -1}      | {\displaystyle -\ell k} | {\displaystyle -\ell j} | {\displaystyle \ell i}  | {\displaystyle \ell }   |
| 左因子 | {\displaystyle \ell }  | {\displaystyle \ell }  | {\displaystyle \ell i}  | {\displaystyle \ell j}  | {\displaystyle \ell k}  | {\displaystyle 1}       | {\displaystyle i}       | {\displaystyle j}       | {\displaystyle k}       |
| 左因子 | {\displaystyle \ell i} | {\displaystyle \ell i} | {\displaystyle -\ell }  | {\displaystyle -\ell k} | {\displaystyle \ell j}  | {\displaystyle -i}      | {\displaystyle 1}       | {\displaystyle k}       | {\displaystyle -j}      |
| 左因子 | {\displaystyle \ell j} | {\displaystyle \ell j} | {\displaystyle \ell k}  | {\displaystyle -\ell }  | {\displaystyle -\ell i} | {\displaystyle -j}      | {\displaystyle -k}      | {\displaystyle 1}       | {\displaystyle i}       |
| 左因子 | {\displaystyle \ell k} | {\displaystyle \ell k} | {\displaystyle -\ell j} | {\displaystyle \ell i}  | {\displaystyle -\ell }  | {\displaystyle -k}      | {\displaystyle j}       | {\displaystyle -i}      | {\displaystyle 1}       |

八元数の積の記憶術

分解型八元数の基底元の乗法表を表す簡便な記憶術が右図である。これは（基底元の記号を少し改めて書けば）以下のような計算規則（同値なものが480通りある）：
スカラーである基底元を e0 として {\displaystyle e_{i}e_{j}=-\delta _{ij}e_{0}+\varepsilon _{ijk}e_{k}\ (i,j,k=1,\cdots ,7)} および {\displaystyle e_{i}e_{0}=e_{0}e_{i}=e_{i};\quad e_{0}e_{0}=e_{0}}
から導かれる。ここで、δij はクロネッカーのデルタ、εijk はエディントンのイプシロン（これが +1 の値を取るのは
(i, j, k) = (1, 2, 3), (1, 5, 4), (1, 7, 6), (2, 6, 4), (2, 5, 7), (3, 7, 4), (3, 6, 5)
のとき）である。
図の赤矢印は、矢印の向き（掛ける順番）を逆転することで符号が逆になることを指し示すものである（上記、分解型八元数の基底同士の乗積表において、右下四分の一の部分を確認せよ）。

### 共軛・ノルム・逆元
分解型八元数 x の共軛元は {\displaystyle {\bar {x}}=x_{0}-x_{1}i-x_{2}j-x_{3}k-x_{4}\ell -x_{5}\ell i-x_{6}\ell j-x_{7}\ell k} で与えられる（これは八元数の場合と同じ）。
x のノルム（計量二次形式）は {\displaystyle N(x)={\bar {x}}x=(x_{0}^{2}+x_{1}^{2}+x_{2}^{2}+x_{3}^{2})-(x_{4}^{2}+x_{5}^{2}+x_{6}^{2}+x_{7}^{2})} で与えられる。非零八元数 x で N(x) = 0 となるもの（等方元）が存在するから、このノルム N(x) は等方二次形式である。ノルム N を考えることで、分解型八元数の全体は ℝ 上八次元の擬ユークリッド空間となる（これをしばしばノルムの符号数を明示して ℝ4,4 と書く）。
N(x) ≠ 0 ならば x は（両側）逆元 x−1 を持ち、{\displaystyle x^{-1}=N(x)^{-1}{\bar {x}}} で与えられる。

## 性質
分解型八元数の全体は、通常の八元数と同様に非可換かつ非結合的である。またやはり通常の八元数と同様に合成代数を成す（これはノルム N が乗法的、すなわち {\textstyle N(xy)=N(x)N(y)} を満たすことを意味する）。分解型八元数の全体はムーファング恒等式を満足し、それゆえ交代代数を成す。したがって、アルティンの定理により、任意の二つの分解型八元数が生成する部分多元環は結合的である。可逆な分解型八元数の全体 {x  |  N(x) ≠ 0} はムーファングループを成す。

## ツォルンのベクトル行列代数
分解型八元数の積は非結合的であるから、それを通常の行列として表すことはできない（行列の積は常に結合的である）。マックス・オーギュスト・ツォルンは、行列の積を少しく修正したものを用いて、スカラーとベクトルを混合的に成分に持つ「行列」として書き表す方法を発見した 具体的に、ベクトル行列は、実数 a, b および ℝ3 のベクトル v, w を成分に持つ 2 × 2 行列として {\displaystyle {\begin{pmatrix}a&\mathbf {v} \\\mathbf {w} &b\end{pmatrix}}} の形に書き表されるものと定義する。このベクトル行列の乗法規則は、三次元ベクトルの点乗積 ⋅ および交叉積 × を用いて {\displaystyle {\begin{pmatrix}a&\mathbf {v} \\\mathbf {w} &b\end{pmatrix}}{\begin{pmatrix}a'&\mathbf {v} '\\\mathbf {w} '&b'\end{pmatrix}}={\begin{pmatrix}aa'+\mathbf {v} \cdot \mathbf {w} '&a\mathbf {v} '+b'\mathbf {v} +\mathbf {w} \times \mathbf {w} '\\a'\mathbf {w} +b\mathbf {w} '-\mathbf {v} \times \mathbf {v} '&bb'+\mathbf {v} '\cdot \mathbf {w} \end{pmatrix}}} と定義される。加法とスカラー倍は通常の通り成分ごとに定めるものとすると、ベクトル行列の全体は ℝ 上八次元の単位的分配多元環を成し、ツォルンのベクトル行列代数と呼ばれる。
ベクトル行列の「行列式」を {\displaystyle \det {\begin{pmatrix}a&\mathbf {v} \\\mathbf {w} &b\end{pmatrix}}=ab-\mathbf {v} \cdot \mathbf {w} } なる規則で定めれば、この「行列式」det はツォルンのベクトル行列代数上の二次形式として、合成律: {\displaystyle \det(AB)=\det(A)\det(B)} を満足する。
実はこのベクトル行列代数は分解型八元数全体の成す多元環に同型になる。分解型八元数 x を実数 a, b および純虚四元数 v, w（これを ℝ3 のベクトルと見る）を用いて {\displaystyle x=(a+\mathbf {v} )+\ell (b+\mathbf {w} )} と書けば、分解型八元数全体からベクトル行列代数への同型 φ が {\displaystyle x\mapsto \varphi (x):={\begin{pmatrix}a+b&\mathbf {v} +\mathbf {w} \\-\mathbf {v} +\mathbf {w} &a-b\end{pmatrix}}} で与えられる。この同型は、N(x) = det(φ(x)) が成り立つから、ノルムを保つ。

## 応用
分解型八元数は物理法則の記述に用いられる。例えば
(a) ディラック方程式（電子や陽子のような、スピン1/2の自由粒子の運動の方程式）は生の分解型八元数の算術で表すことができる。
(b) 超対称量子力学は octonionic extension を持つ。